# User Friendly
User Friendly (deutsch: „benutzerfreundlich“) war ein Webcomic von J.D. „Illiad“ Frazer. Er erzählte hauptsächlich Alltagsgeschehen des fiktiven Internetproviders Columbia Internet und richtete sich in erster Linie an Geeks, unter denen er eine große Fangemeinde hat. Der Comic erschien zwischen dem 17. November 1997 und 30. November 2009 nahezu täglich. Seit Dezember 2009 befand er sich im „Random Hiatus“ und bestand im Wesentlichen aus Wiederholungen alter Comic-Strips. Am 24. Februar 2022 kündigte Frazer an, dass die Website Ende Februar 2022 abgeschaltet würde. Die Website ist mittlerweile nicht mehr aufrufbar.
Der Humor des Comics war in erster Linie technisch orientiert und war als Fortsetzungsgeschichte in einzelnen Episoden aufgebaut. Es gab aber immer wieder auch Einschübe, die das aktuelle Tagesgeschehen persiflierten/kommentierten (meist sonntags).
Die Fangemeinde, genannt UFies, diskutierte den täglichen Strip in einem eigenen Forum, in dem notfalls die Pointe erklärt und für eine Übersetzung des englischen Textes in die verschiedensten Sprachen gesorgt wurde.
Der Comic trat ganz klar für Open-Source-Software, insbesondere das Betriebssystem Linux ein und die Figuren machten keinen Hehl aus ihrer Abneigung gegen Microsoft.

## Bücher
UserFriendly gibt es auch in gedruckter Form:
- User Friendly by Illiad ISBN 1-56592-673-0.
- Evil Geniuses in a Nutshell by Illiad, O’Reilly Media 2000, ISBN 1-56592-861-X.
- The Root of All Evil by Illiad ISBN 0-596-00193-2.
- Even Grues Get Full by Illiad ISBN 0-596-00566-0.
- User Friendly – Die Deutsche Dialekt-Ausgabe by Illiad ISBN 3-89721-380-X.
- Ten Years of Userfriendly.Org by J. D. Frazer (Illiad), ISBN 1-935182-12-9.

Der Comic wurde auch in verschiedenen Zeitschriften, wie zum Beispiel dem Linux-Magazin abgedruckt.